# Passage des Étangs-Gobert
Le passage des Étangs-Gobert est une voie du quartier des Chantiers de Versailles, en France.

## Situation et accès
Le passage des Étangs-Gobert est une voie publique située dans le quartier des Chantiers de Versailles. Il débute au niveau de la place Poincaré et s'achève au 17, rue Édouard-Charton.
Voie non revêtue, il constitue notamment un chemin de liaison entre la gare de Versailles-Chantiers et le quartier Saint-Louis, ainsi qu'un chemin de desserte du jardin des Étangs-Gobert qu'il longe au sud-est.

## Origine du nom
Le passage des Étangs-Gobert, comme le jardin et la rue du même nom, porte le nom des réservoirs qu'il jouxte — réservoirs des Étangs-Gobert — qui eux-mêmes portent le nom de Thomas Gobert (mort vers 1708), ingénieur français, qui a notamment réalisé le réseau d'adduction d'eau des « étangs gravitaires inférieurs » en provenance de Trappes, d'Arcy et Saclay pour alimenter en eau le parc du château de Versailles entre 1678 et 1680.

## Historique
L'existence du passage est avérée depuis au moins les années 1950. Il longeait alors les voies « marchandises » de la gare de Versailles-Chantiers, et se trouvait en contrebas des deux réservoirs des Étangs-Gobert.
Lors des travaux de restructuration du quartier des Chantiers conduit dans les années 2010, ce passage fut mis en valeur, par l'ouverture de deux accès vers le jardin des Étangs-Gobert, passage privilégié entre la gare et l'avenue de Sceaux. Il a également été modifié par le percement de la rue Alexis-de-Tocqueville, qu'il franchit d'un pont.
Le long du jardin des Étangs-Gobert, une exposition permanente trace l'histoire de l'ingénierie hydraulique à Versailles, tant au profit du château que de la ville. À son extrémité côté rue Édouard-Charton, le passage longe une station de pompage du réseau d'eau de Versailles.

## Bâtiments remarquables et lieux de mémoire
- Jardin des Étangs-Gobert